# TZ Arietis
TZ Arietis (Luyten 1159-16 / GJ 9066 / LHS 11) es una estrella de la constelación de Aries, la segunda más cercana a la Tierra en esta constelación después de la estrella de Teegarden. Se encuentra a unos 14,5 años luz de distancia. De magnitud aparente +12,28, no es visible a simple vista.
Como muchas otras estrellas del entorno de nuestro sistema solar, TZ Arietis es una enana roja, cuyo tipo espectral es M4.4V. Su luminosidad es muy tenue comparada con la del Sol, apenas un 0,021 % de la misma, y su masa es de 0,089 masas solares.
De acuerdo a su denominación de estrella variable, TZ Arietis es una estrella fulgurante. Estas son estrellas de la secuencia principal que despiden llamaradas, sufriendo aumentos bruscos e impredecibles en su brillo, cuya duración puede ser de unos minutos a unas pocas horas. Este tipo de actividad reduce las posibilidades de que exista vida en el entorno de estas estrellas.
Las estrellas más cercanas a TZ Arietis son la estrella de Teegarden, a unos 4 años luz de distancia, y la estrella de Van Maanen, a 4,8 años luz.